# 沟突腹蛛
沟突腹蛛（学名：Ero canala）为拟态蛛科突腹蛛属的动物。在中国大陆，分布于湖南等地。该物种的模式产地在湖南。